# كولين هاو
كولين هاو (بالإنجليزية: Colleen Howe)‏ هي كاتبة مذكرات ومؤرخة أمريكية، ولدت في 17 فبراير 1933 في ساندوسكي في الولايات المتحدة، وتوفيت في 6 مارس 2009 في بلومفيلد هيلز في الولايات المتحدة بسبب مرض بيك.